# Ends & Begins
Ends & Begins è il terzo album in studio da solista del cantautore britannico Labrinth, pubblicato il 28 aprile 2023 dall'etichetta Columbia Records.
Tutti i brani del disco sono scritti e prodotti da Timothy McKenzie.

## Promozione
Dall'album sono stati estratti due singoli ufficiali, Kill for Your Love, pubblicato il 9 settembre 2022 e Never Felt So Alone, pubblicato il 7 aprile 2023, con voci non accreditate della cantante americana Billie Eilish.
La canzone Never Felt So Alone è stata inclusa nella seconda stagione del teen drama della HBO Euphoria, per il quale Labrinth compone la colonna sonora. Tuttavia, non è stato pubblicato come parte dell'album della colonna sonora di accompagnamento.

## Tracce
1. The Feels (con Zendaya) – 3:17 (Labrinth, Muz,Zendaya)
2. Kill For Your Love – 3:11 (Labrinth)
3. Everything – 2:16 (Labrinth, Zendaya)
4. Covering – 3:13 (Labrinth, Muz)
5. A Turn of Events – 1:53 (Labrinth)
6. 100 Miles An Hour – 3:01 (Labrinth)
7. Never Felt So Alone (con Billie Eilish) – 2:40 (Labrinth, Billie Eilish, Finneas O'Connell, Aether Zemar-McKenzie, Fred Gibson, Nula Zemar-McKenzie, Sam Roman)
8. Only Way Is Up – 3:16 (Labrinth)
9. Power Couple – 2:30 (Labrinth)
10. Ends & Begins – 3:31 (Labrinth)